# Mine de Kazimierz-Juliusz
 (mars 2025).
La mine de Kazimierz-Juliusz est une mine souterraine de charbon située en Pologne.